# Karl Abraham von Zedlitz

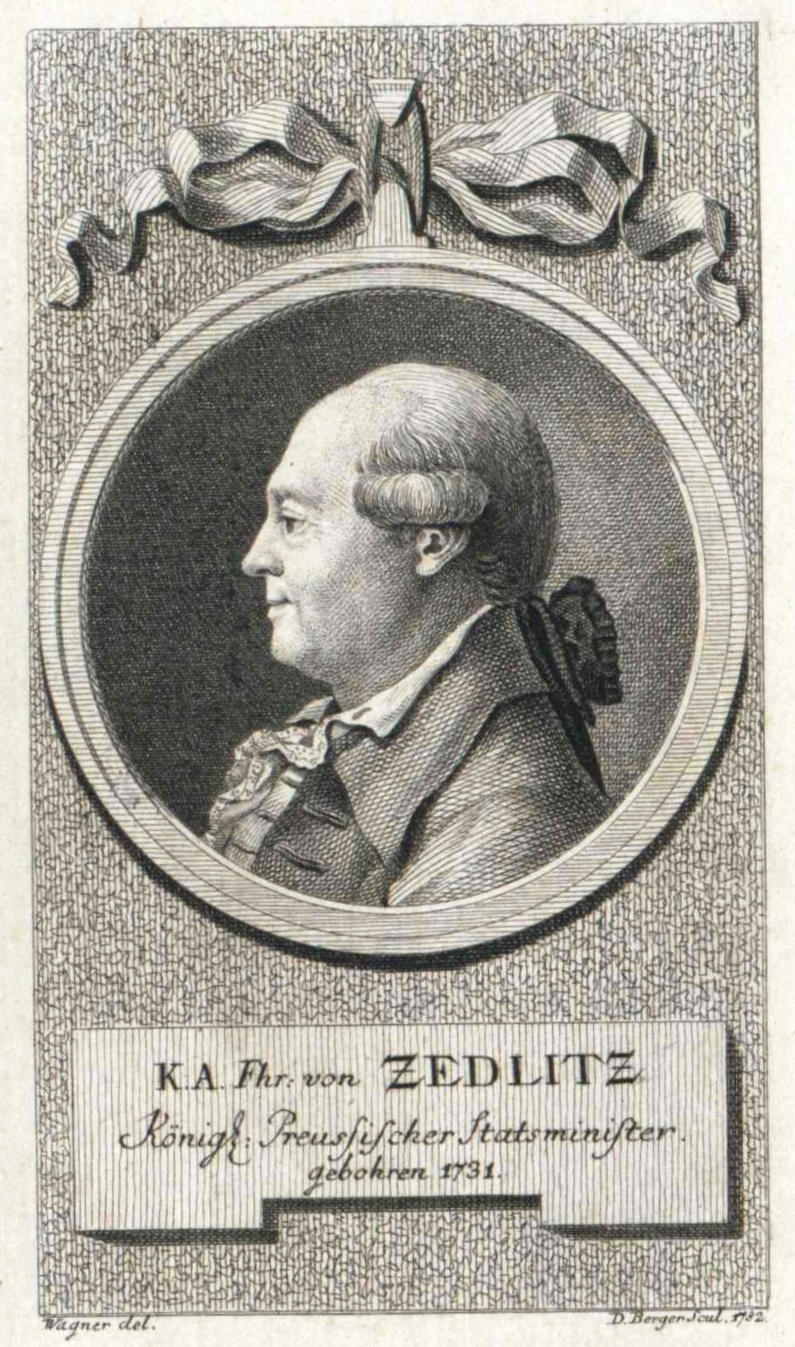
Karl Abraham von Zedlitz, Stich von Daniel Berger nach Wagner (1782)

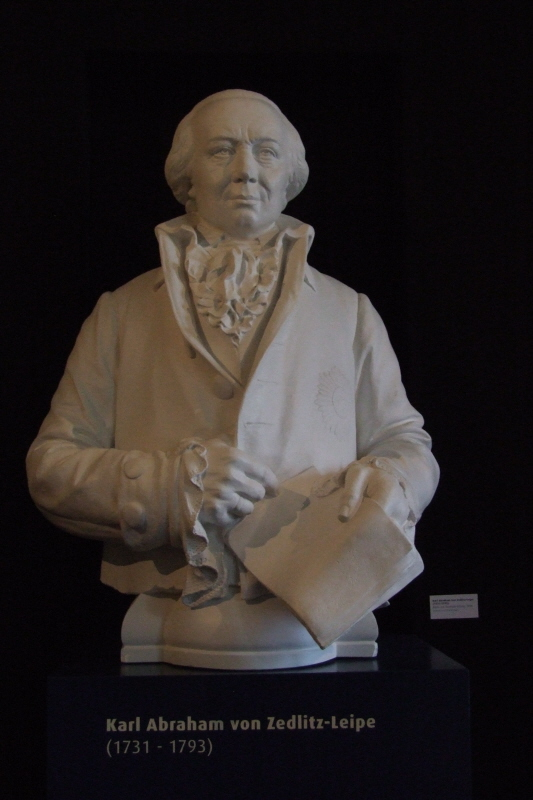
Büste im Schloss Reckahn

Karl Abraham Freiherr von Zedlitz und Leipe (* 4. Januar 1731 zu Schwarzwaldau, Fürstentum Schweidnitz; † 18. März 1793 auf seinem Gut Kapsdorf, Landkreis Breslau) war ein preußischer Minister.

## Leben
Seine Eltern waren der Landrat Karl Sigismund von Zedlitz († 1756) und dessen Ehefrau Eva von Czettritz. Nach seiner Schulausbildung an der Ritterakademie in Dom Brandenburg trat Zedlitz 1755 als Kammergerichtsreferendar in den Staatsdienst, wurde 1759 Oberamtsregierungsrat in Breslau, 1764 Präsident der Regierung Schlesien, 1770 Geheimer Staats- und Justizminister und erhielt 1771 neben dem Kriminaldepartement das ganze geistliche Departement in Kirchen- und Schulsachen.
Als Anhänger der Kant’schen Philosophie förderte er das Volksschulwesen und sorgte an den höheren Schulen und Universitäten für eine freie Geistesrichtung. Er führte das heutige Abitur ein, angeregt durch praktische Erfahrungen von Meierotto.
Als Friedrich II. während des Arnoldschen Prozesses 1779 von ihm die Bestrafung der beteiligten Kammergerichtsräte verlangte, weigerte sich Zedlitz entschieden und zog sich für einige Zeit die Ungnade des Königs zu.
1788 verlor er das geistliche Departement, das Johann Christoph von Wöllner übertragen wurde, und nahm 1789 seine Entlassung aus dem Staatsdienst. In diesen beiden Jahren 1788 und 1789 war er Direktor der Ritterakademie zu Liegnitz.
Zedlitz starb am 18. März 1793 auf seinem Gut Kapsdorf und wurde in Wüstewaltersdorf bestattet. 2009 wurden seine sterblichen Überreste in der Wüstewaltersdorfer Kirche entdeckt. 2014 konnten Forscher dies dank jahrelanger Untersuchungen bestätigen.

## Familie
Karl Abraham von Zedlitz heiratete Christiane von Schickfuß (* 11. April 1746; † 7. Oktober 1799) aus Rankau. Der Ehe entstammte der Sohn:
- Heinrich (* 23. Juli 1781; † 5. Februar 1835) ⚭ Karoline Friederike Wilhelmine von Paczensky und Tenczin (* 4. September 1780), Tochter des Karl Heinrich von Paczensky und Tenczin